# Code postal au Royaume-Uni

Carte des zones postales du Royaume-Uni.

Les codes postaux britanniques sont alphanumériques. Ils ont été introduits par la Royal Mail sur une période de quinze ans allant de 1959 à 1974. On a adjoint au système de codes postaux britanniques le système Mailsort qui permet d'identifier clairement le centre de tri et le bureau de distribution du courrier.
La précision du code complet permet leur application à une plus large gamme d'utilisations que le cheminement du courier (navigation, tarification d'assurance) que d'autres systèmes nationaux.

## Histoire
En janvier 1959, l'office des postes analysait les résultats d'une étude menée sur l'attitude du public par rapport à l'utilisation du code postal. L'étape suivante était de choisir une ville pour expérimenter les adresses comportant ces codes. Le format envisagé était un code alphanumérique de six caractères comportant trois lettres désignant la zone géographique et trois chiffres identifiant une seule adresse. Le 28 juillet, Ernest Marples, le directeur des postes (Postmaster General (en)), annonça que Norwich avait été sélectionnée et que les 150 000 adresses privées et d'entreprises recevraient un code avant le mois d'octobre. Norwich fut sélectionnée car elle utilisait déjà huit machines automatisées de tri. Les codes étaient « NOR » suivi de trois chiffres.
En octobre 1965, on confirma que l'utilisation de cette codification serait étendue au pays entier au cours des « prochaines années ». Le 5 novembre 1966, elle a été introduite à Croydon où le code « CRO » désignait le centre de la ville, tandis qu'en périphérie on utilisa « CR2 », « CR3 » et « CR4 ». Ce fut le début d'un plan de dix ans, estimé à 24 millions de livres. On pensait qu'au cours des deux années suivantes, les codes seraient utilisés à Aberdeen, Belfast, Brighton, Bristol, Bromley, Cardiff, Coventry, Manchester, Newcastle upon Tyne, Newport, Reading, Sheffield, Southampton et dans le district ouest de Londres. En 1967, les codes étaient en usage à Aberdeen, Southampton, Brighton et Derby. En 1970, ils ont été introduits dans les zones ouest et nord-ouest de Londres. En décembre 1970, le courrier de Noël était affranchi avec le message « Pensez à utiliser les codes postaux », bien que le tri du courrier selon le code postal n'était en usage que dans quelques centres de tri.
En 1971, les codes commencèrent à être diffusés aux habitants. Lorsqu'on lui posa la question à la Chambre des communes à propos de la fin du processus de codage, le Postmaster General de l'époque, sir John Eden, affirma qu'il serait terminé en 1972.
Il fut finalement terminé en 1974 lorsque Norwich fut recodée mais les codes expérimentés à Croydon étaient suffisamment proches des codes finaux pour qu'on décide de les laisser en place. Le code de Newport était originellement « NPT », de façon assez similaire à Norwich et Croydon, les zones en périphérie utilisant de NP1 à NP8. Ceci dura jusqu'au milieu des années 1980 quand, pour des raisons opérationnelles, on décida du changement de code (NPT n'était pas standard, et trop proche de NP7).
L'héritage de l'expérience de Croydon se fait encore sentir :
- Le district central porte la code CR0 (originellement CRO) et non CR1 comme on l'attendrait. (D'autres codes avec un zéro ont été créés plus tard, p.ex. SS0, BL0.)
- Un district postal distinct, CR9, est utilisé pour les utilisateurs importants et les détenteurs de boîtes postales. Cette pratique est en usage dans d'autres districts, où les codes normaux croissent à partir de XX1 et les codes d'utilisateurs importants décroissent à partir de XX99.
- Le district CR0 regroupe beaucoup plus d'adresses que dans les autres districts postaux ;
- Le code CR1 n'a jamais été utilisé (il est peut-être réservé pour une rationalisation future du système). On étudia la possibilité de changer les codes CR0 en CR1 mais cela a été refusé.

## Format
Le format du code peut être :
A9 9AA
A99 9AA
A9A 9AA
AA9 9AA
AA99 9AA
AA9A 9AA
C'est un système hiérarchique où le premier ensemble de lettres (une ou deux) représente une zone, le ou les chiffres suivants représentent un district dans cette zone, etc. Chaque code postal est valable pour une rue, une partie d'une rue, ou un ensemble d'habitations.
La partie du code avant l'espace représente le code extérieur, utilisé pour diriger le courrier d'un centre de tri au centre de tri de destination. Ce code extérieur peut encore être divisé en une partie zone (les lettres identifient une des 124 zones postales) et une partie district (habituellement en chiffres).
La partie du code après l'espace est le code intérieur, utilisé pour trier le courrier par tournées, chaque code couvrant environ 80 habitations (avec une moyenne de 14 habitations par code), bien que les grandes entreprises aient généralement un seul code. Le code intérieur peut lui aussi être divisé, en une partie secteur (chiffre) et une partie unité (lettres).
Du fait du nombre limité d'habitations auxquelles est attribué un code, on trouve des cas d'immeubles d'habitations où à une seule adresse physique correspondent deux codes postaux. Pour la même raison, il est dans la grande majorité des cas possible, bien que ce ne soit pas l'habitude, d'envoyer un courrier en ne mettant comme adresse que le numéro de rue et le code postal.
| Nom             | Partie du code  | Format          | Nombre possible |
| --------------- | --------------- | --------------- | --------------- |
| Zone postale    | code extérieur  | A ou AA         | 124             |
| District postal | code extérieur  | 9, 99 ou 9A     | 3 064           |
| Secteur         | code intérieur  | 9               | 11 598          |
| Unité           | code intérieur  | AA              | 1 780 000       |
| codes possibles | codes possibles | codes possibles | 27 000 000      |

Les lettres dans le code extérieur peuvent donner une idée quant à sa situation géographique (cependant voir Londres ci-dessous). Par exemple BS indique Bristol, G indique Glasgow, CF Cardiff. Pour une liste complète, reportez-vous à l'article Liste des zones postales au Royaume-Uni. Bien que BT indique Belfast, ce code recouvre toute l'Irlande du Nord. Les lettres du code intérieur sont toutefois restreintes à l'ensemble ABDEFGHJLNPQRSTUWXYZ (excluant CIKMOV), regroupant des lettres qui ont peu de chances de ressembler à des chiffres ou à d'autres lettres en écriture cursive. 
Il y a au moins deux exceptions à ce format (en dehors des territoires outre-mer) :
- le code de l'ancienne Girobank, qui appartenait aux Postes, qui était GIR 0AA ;
- le code pour les lettres adressées au Père Noël : SAN TA1.

## Les codes au Royaume-Uni

### ÀLondres
Dans la région londonienne, les codes postaux sont légèrement différents car ils sont basés sur l'ancien système des 163 districts postaux de la ville. Ils ont devancé l'introduction des codes postaux dans les années 1960 :
- Dans le centre de Londres : WC et EC (pour West Central et East Central) ;
- Dans le reste de Londres : N, NW, SW, SE, W et E (pour North, North West, South West, South East, West et East).

Les districts postaux de Londres coïncident rarement avec les limites des districts londoniens. Le système de numération apparaît arbitrairement sur une carte : par exemple, NW1 est proche du centre de Londres alors que NW2 en est beaucoup plus loin. Cela est dû au fait qu'ils ont été numérotés dans l'ordre selon leur centre de tri principal. 
L'indication des districts postaux, tout comme ceux districts londoniens, apparait toujours de nos jours en rouge sur les plaques de rue de la ville.
La zone couverte par les districts postaux londoniens était un peu plus grande que le comté de Londres et incluait des parties du Kent, de l'Essex, du Surrey, du Middlesex et de l'Hertfordshire. En 1965, la création du Grand Londres renversa la situation puisque ses limites allaient plus loin que celles des districts postaux de Londres. 
Ces endroits qui n'étaient pas couverts par les districts londoniens se virent attribuer les codes des zones voisines : « EN » (Enfield), « KT » (Kingston upon Thames), « HA » (Harrow), « UB » (Uxbridge), « TW » (Twickenham), « SM » (Sutton), « CR » (Croydon), « DA » (Dartford), « BR » (Bromley), « RM » (Romford), « IG » (Ilford). Ces zones couvrent des parties de Londres ainsi que des comtés adjacents.
Une autre complication est apparue lorsqu'il a fallu augmenter le nombre de codes dans les zones du centre de Londres, ce qui a donné des codes tels que EC1A 1AA.
Les codes sont en général alloués arbitrairement par l'administration, cependant quelques-uns ont été spécialement choisis, comme à Westminster :
- SW1A 0AA La Chambre des communes qui siège au palais de Westminster
- SW1A 0PW - La Chambre des lords qui siège également au palais de Westminster
- SW1A 1AA - Palais de Buckingham
- SW1A 2AA - 10 Downing Street, Premier ministre du Royaume-Uni et Premier Lord au Trésor
- SW1A 2AB - 11 Downing Street, chancelier de l'Échiquier
- SW1A 2HQ - Le Trésor de Sa Majesté

### En Irlande du Nord
L'Irlande du Nord est la dernière partie du Royaume-Uni qui a eu des codes, entre 1970 et 1974. Alors que Belfast avait déjà été divisée en districts postaux, les zones rurales (townlands) posaient un autre problème : les routes n'avaient en effet pas de nom, et les maisons ne portaient pas de numéros de voie. La population vivant dans ces régions avaient donc la même adresse postale, ce qui est toujours le cas en Irlande du Nord.

### La poste des forces britanniques (BFPO)
La poste des forces britanniques est une agence qui fournit un service postal pour l'armée britannique, séparément de la Royal Mail au Royaume-Uni. Les adresses de la BFPO sont utilisées pour la distribution du courrier au Royaume-Uni et dans le monde tout entier. Les codes utilisés sont au format BFPO 801, et ont les mêmes fonctions que les codes utilisés pour les nombreuses adresses civiles.

## La loterie des codes postaux
Les codes postaux ont été instaurés uniquement pour le tri et l'acheminement du courrier, ils coïncident rarement avec des limites administratives. Cependant au fil des années, ils sont devenus une référence géographique, certains codes postaux faisant référence à certaines villes ou districts, comme le Manchester postcode area. De plus, les codes sont désormais utilisés par les offices gouvernementaux de statistiques, pour du marketing, le calcul de polices d'assurances auto ou habitation et le référencement de crédits.
Certains habitants, aux limites des grands centres urbains, sont affectés d'une manière ou d'une autre par l'association qui est faite avec leur code postal. Un mouvement à Windsor et Maidenhead réclame le changement des deux premières lettres de leur code, abandonner les lettres « SL » pour « WM », à des fins de prestige, de manière à ne pas être confondu avec Slough. Un entrepreneur d'Ilford souhaiterait que son code IG1 soit changé en E19 : il affirme que ses clients ne s'aperçoivent pas qu'il est dans la région de Londres.
Les habitants de West Heath (SE2), voudraient que leurs codes postaux soient les mêmes qu'à Bexleyheath, car leurs polices d'assurances sont plus élevées. D'autres habitants voudraient obtenir un code postal différent pour différentes raisons, mais la Royal Mail a fait savoir qu'il n'y avait pratiquement pas d'espoir de modification, si ce n'est pour son fonctionnement. C'est ce qui est arrivé pour les résidents de la péninsule de Wirral : leur code postal a été modifié passant de « L » (Liverpool) à « CH » (Chester) lorsqu'un nouveau centre de tri les desservant a été ouvert.
Dans d'autres cas, les codes postaux sont à cheval sur des territoires anglais et gallois, ou anglais et écossais, si bien que des abonnés à British Sky Broadcasting ne recevaient les bonnes émissions régionales de la BBC et d'ITV et les nouveaux radioamateurs se sont vu attribuer des indicatifs d'appel incorrects.